# S.T.A.L.K.E.R.
S.T.A.L.K.E.R. – seria gier komputerowych z gatunku strzelanek pierwszoosobowych z elementami gier fabularnych stworzona przez studio GSC Game World i wydana na systemy Microsoft Windows. Pierwsza gra serii – S.T.A.L.K.E.R.: Cień Czarnobyla z 2007 roku – do września 2008 roku sprzedała się w dwóch milionach egzemplarzy. Polskimi dystrybutorami serii są CD Projekt (dwie pierwsze części) oraz Cenega Poland (Zew Prypeci). Seria została zainspirowana książką Piknik na skraju drogi napisaną przez Arkadija i Borysa Strugackich oraz filmem Stalker Andrieja Tarkowskiego z 1979 roku. Na podstawie gier wydano także kilkadziesiąt powieści.
Akcja serii rozgrywa się w latach 2011–2012 na fikcyjnym obszarze wokół Czarnobylskiej Elektrowni Jądrowej zwanym Zoną. Po 1986 na jej terenie zaczęły pojawiać się tajemnicze i niezwykle cenne artefakty, które przyciągnęły ludzi zwanych stalkerami. Zoną bardzo szybko zaczęło się interesować także wojsko i naukowcy. W wyniku promieniowania na terenie Zony powstały także niebezpieczne anomalie i mutanty. Fabuła skupia się na konfliktach występujących pomiędzy frakcjami przebywającymi na terenie Zony oraz odkrywaniu jej tajemnic. Gracz wciela się kolejno w stalkerów (dwie pierwsze części) i żołnierza pod przykrywką stalkera (trzecia część).
20 listopada 2024 wydano kolejną część serii, zatytułowaną S.T.A.L.K.E.R. 2: Serce Czarnobyla.
Do 31 maja 2014 roku tryb gry wieloosobowej opierał się na serwerach usługi GameSpy Arcade, a w związku z ich zamknięciem twórcy gry uruchomili własne serwery.

## Gry z serii

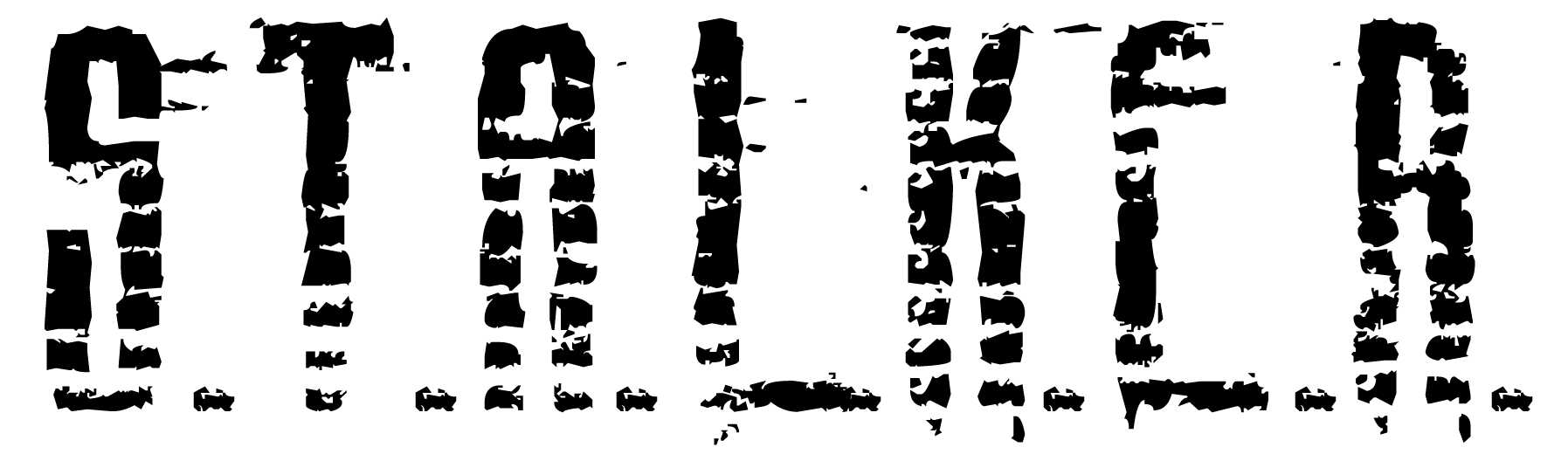
Logo serii używane w latach 2007–2009.

### S.T.A.L.K.E.R.: Cień Czarnobyla
Gra S.T.A.L.K.E.R.: Cień Czarnobyla została wydana 20 marca 2007 roku. Gracz wciela się w stalkera zwanego „Naznaczonym”. Z trupiarki (ciężarówki, która wywozi martwych ludzi z Zony), która uległa wypadkowi, zostaje on uratowany przez innego stalkera, który zanosi go do lokalnego handlarza – Sidorowicza.
Naznaczony nic nie pamięta, a w jego PDA jest zapisane tylko jedno zadanie: „zabić Strieloka”.

### S.T.A.L.K.E.R.: Czyste Niebo
Gra S.T.A.L.K.E.R.: Czyste Niebo została wydana 22 sierpnia 2008 roku. Głównym bohaterem jest najemnik „Szrama”, który stracił pamięć. Wie tylko, że przeprowadzał lub ochraniał ekologów (frakcji składająca się z naukowców, którzy próbują zbadać i wykorzystać Zonę do np. tworzenia lekarstw itd.) i że nastąpiła wielka emisja, zaś sam Szrama przeżył i został uratowany przez oddział Czystego Nieba (frakcja składająca się z byłych wojskowych oraz naukowców, którzy próbują zrozumieć Zonę). Od teraz pracuje dla nich.

### S.T.A.L.K.E.R.: Zew Prypeci
Gra S.T.A.L.K.E.R.: Zew Prypeci została wydana 2 października 2009 roku. Gracz wciela się w majora Aleksandra Diegtiariowa, który w przebraniu stalkera musi zbadać przyczynę katastrofy pięciu śmigłowców.

### S.T.A.L.K.E.R. 2: Serce Czarnobyla
Premierę kolejnej części, S.T.A.L.K.E.R. 2: Serce Czarnobyla, zaplanowano początkowo na pierwszy kwartał 2024 roku, jednak ostatecznie wydano ją 20 listopada 2024 roku.

### Legends of the Zone
31 października 2024 roku wydano wersję na Nintendo Switch w postaci trylogii Legends of the Zone. Zestaw zawiera trzy tytuły cyklu: S.T.A.L.K.E.R.: Cień Czarnobyla, S.T.A.L.K.E.R.: Czyste Niebo oraz S.T.A.L.K.E.R.: Zew Prypeci. Każdą grę można zakupić osobno lub w ramach całej trylogii.

## Inne media

### Powieści
Na podstawie serii przez różnych autorów zostało napisanych ponad 80 książek wydanych głównie w Rosji i Niemczech, które do lipca 2012 roku sprzedały się w ponad 6 milionach egzemplarzy.
W 2013 roku licencję na publikację książkowej serii S.T.A.L.K.E.R.-a w Polsce otrzymało od ukraińskiego GSC Game World lubelskie wydawnictwo Fabryka Słów. Książki publikowane są jako cykl uniwersum S.T.A.L.K.E.R. serii Fabryczna Zona i charakteryzują się pomarańczowym trójkątem na okładkach.

### Serial telewizyjny
9 listopada 2010 roku na oficjalnym profilu serii S.T.A.L.K.E.R. w serwisie Facebook pojawiła się informacja o produkowanym serialu telewizyjnym wraz z linkiem do strony zawierającej pierwszy zwiastun i kilka zdjęć. Odcinek pilotażowy serialu został w całości sfinansowany przez GSC Game World. Andriej Lewicki w wywiadzie przeprowadzonym przez Siergieja Paskiewicza ujawnił, że produkcja serialu została anulowana, gdyż Siergiej Grigorowicz nie był zadowolony z efektu końcowego.

## Odbiór serii
| Gra                             | GameRankings | Metacritic |
| ------------------------------- | ------------ | ---------- |
| S.T.A.L.K.E.R.: Cień Czarnobyla | 82,70%       | 82/100     |
| S.T.A.L.K.E.R.: Czyste Niebo    | 74,04%       | 75/100     |
| S.T.A.L.K.E.R.: Zew Prypeci     | 80,68%       | 80/100     |

W sierpniu 2010 roku podano, że sprzedano cztery miliony egzemplarzy gier serii.